# Slovenska hokejska liga 2007/08
Sezona 2007/08 Slovenske hokejske lige je bila 17. sezona slovenskega prvenstva v hokeju na ledu. Naslov slovenskega prvaka so šestič osvojili hokejisti HK Acroni Jesenice, ki so v finalu s 4:0 v zmagah premagali HDD ZM Olimpija.

## Redni del
HK Acroni Jesenice in HDD ZM Olimpija nista sodelovala v rednem delu prvenstva, zaradi igranja v ligi EBEL.

### Končna lestvica
OT - odigrane tekme, Z - zmage, N - neodločeni izzidi, P - porazi, DG - doseženi goli, PG - prejeti goli, +- - razlika v zadetkih, KM - kazenske minute, UIV - uspešnost v igri z igralcem več, UIM uspešnost v igri z igralcem manj, TOČ - točke
| # | Klub                | OT | Z  | N | P  | DG  | PG  | +-  | KM  | UIV    | UIM    | TOČ |
| - | ------------------- | -- | -- | - | -- | --- | --- | --- | --- | ------ | ------ | --- |
| 1 | HK Jesenice Mladi   | 27 | 24 | 0 | 3  | 174 | 53  | 121 | 519 | 22,73% | 91,55% | 72  |
| 2 | KHL Medveščak       | 28 | 19 | 0 | 9  | 124 | 95  | 29  | 703 | 15,46% | 85,47% | 57  |
| 3 | HK Slavija          | 28 | 16 | 0 | 12 | 102 | 79  | 23  | 646 | 16,75% | 91,42% | 50  |
| 4 | HDK Stavbar Maribor | 28 | 14 | 0 | 14 | 98  | 94  | 4   | 554 | 11,50% | 88,12% | 43  |
| 5 | HK Triglav          | 28 | 13 | 0 | 15 | 98  | 89  | 9   | 792 | 13,08% | 88,98% | 40  |
| 6 | HS Toja Olimpija    | 26 | 11 | 0 | 15 | 82  | 112 | -30 | 498 | 8,24%  | 80,98% | 31  |
| 7 | HK Bled             | 28 | 7  | 0 | 21 | 73  | 152 | -79 | 431 | 8,91%  | 81,08% | 21  |
| 8 | HK Alfa             | 27 | 6  | 0 | 21 | 68  | 145 | -77 | 645 | 10,71% | 81,50% | 16  |

## Končnica
KHL Medveščak ni imel pravice nastopa v končnici, kot tudi zadnjeuvrščena HK Alfa.
|  | Četrtfinale | Četrtfinale         | Četrtfinale         |                 |   | Polfinale          | Polfinale | Polfinale |  |  | Finale | Finale             | Finale |
|  |             |                     |                     |                 |   |                    |           |           |  |  |        |                    |        |
|  | 1           | HK Acroni Jesenice  | 2                   |                 |   |                    |           |           |  |  |        |                    |        |
|  | 8           | HK Bled             | 0                   |                 |   |                    |           |           |  |  |        |                    |        |
|  | 8           | HK Bled             | 0                   |                 |   | HK Acroni Jesenice | 2         |           |  |  |        |                    |        |
|  |             |                     |                     |                 |   | HK Acroni Jesenice | 2         |           |  |  |        |                    |        |
|  |             |                     | HDK Stavbar Maribor | 0               |   |                    |           |           |  |  |        |                    |        |
|  | 4           | HK Slavija          | HDK Stavbar Maribor | 0               | 1 |                    |           |           |  |  |        |                    |        |
|  | 4           | HK Slavija          |                     |                 | 1 |                    |           |           |  |  |        |                    |        |
|  | 5           | HDK Stavbar Maribor | 2                   |                 |   |                    |           |           |  |  |        |                    |        |
|  |             |                     |                     |                 |   |                    |           |           |  |  |        | HK Acroni Jesenice | 4      |
|  |             |                     |                     | HDD ZM Olimpija | 0 |                    |           |           |  |  |        |                    |        |
|  | 3           | HK Jesenice Mladi   | 2                   |                 |   |                    |           |           |  |  |        |                    |        |
|  | 6           | HK Triglav          | 1                   |                 |   |                    |           |           |  |  |        |                    |        |
|  | 6           | HK Triglav          | 1                   |                 |   | HK Jesenice Mladi  | 1         |           |  |  |        |                    |        |
|  |             |                     |                     |                 |   | HK Jesenice Mladi  | 1         |           |  |  |        |                    |        |
|  |             |                     | HDD ZM Olimpija     | 2               |   |                    |           |           |  |  |        |                    |        |
|  | 2           | HDD ZM Olimpija     | HDD ZM Olimpija     | 2               | 2 |                    |           |           |  |  |        |                    |        |
|  | 2           | HDD ZM Olimpija     |                     |                 | 2 |                    |           |           |  |  |        |                    |        |
|  | 7           | HS Toja Olimpija    | 0                   |                 |   |                    |           |           |  |  |        |                    |        |

### Polfinale
Igralo se je na dve zmagi po sistemu 1-1-1.

#### HK Acroni Jesenice - Stavbar Maribor
| 22. marec 2008 | HDK Stavbar Maribor | 1:8 | HK Acroni Jesenice | Ledena dvorana, Maribor |

| Poročilo tekme | Poročilo tekme | Poročilo tekme  | Poročilo tekme                                                                | Poročilo tekme       |
| -------------- | -------------- | --------------- | ----------------------------------------------------------------------------- | -------------------- |
| Začetek: 18:45 | Emeršič 11     | (1:0, 3:0, 5:0) | 26 Baker 37 Kranjc 40 Pretnar 46 Healey 47 Vidmar 49 Žagar 50 Robar 58 Vidmar | Sodnik: Robert Jeram |

| 19. marec 2008 | HK Acroni Jesenice | 1:0 | HDK Stavbar Maribor | Dvorana Podmežakla, Jesenice |

| Poročilo tekme | Poročilo tekme | Poročilo tekme  | Poročilo tekme | Poročilo tekme      |
| -------------- | -------------- | --------------- | -------------- | ------------------- |
| Začetek: 19:00 | Rebolj 47      | (0:0, 1:0, 0:0) |                | Sodnik: Zoran Pahor |

#### HK Jesenice Mladi - HDD ZM Olimpija
| 31. marec 2008 | HDD ZM Olimpija | 4:3 | HK Jesenice Mladi | Hala Tivoli, Ljubljana |

| Poročilo tekme | Poročilo tekme                           | Poročilo tekme  | Poročilo tekme            | Poročilo tekme       |
| -------------- | ---------------------------------------- | --------------- | ------------------------- | -------------------- |
| Začetek: 19:15 | Mušič 02 Zupančič 26 Felsner 31 Mušič 35 | (1:2, 3:2, 0:0) | 09 Brus 20 Podpac 34 Brus | Sodnik: Aleš Fajdiga |

| 2. april 2008 | HK Jesenice Mladi | 4:3 | HDD ZM Olimpija | Dvorana Podmežakla, Jesenice |

| Poročilo tekme | Poročilo tekme                               | Poročilo tekme  | Poročilo tekme                  | Poročilo tekme         |
| -------------- | -------------------------------------------- | --------------- | ------------------------------- | ---------------------- |
| Začetek: 19:00 | Jeglič 05 Berlisk 25 Manfreda 50 Manfreda 56 | (1:1, 1:1, 2:1) | 11 Zupančič Yarema 23 Yarema 45 | Sodnik: Ernest Poženel |

| 3. april 2008 | HDD ZM Olimpija | 4:0 | HK Jesenice Mladi | Hala Tivoli, Ljubljana |

| Poročilo tekme | Poročilo tekme                               | Poročilo tekme  | Poročilo tekme | Poročilo tekme        |
| -------------- | -------------------------------------------- | --------------- | -------------- | --------------------- |
| Začetek: 19:15 | Zupančič 18 Hočevar 23 Zupančič 40 Yarema 51 | (1:0, 2:0, 1:0) |                | Sodnik: Borut Lešnjak |

### Finale
Igralo se je na štiri zmage po sistemu 2-2-1-1-1.
| 4. april 2008 | HK Acroni Jesenice | 6:2 | HDD ZM Olimpija | Dvorana Podmežakla, Jesenice |

| Poročilo tekme | Poročilo tekme                                                   | Poročilo tekme  | Poročilo tekme      | Poročilo tekme |
| -------------- | ---------------------------------------------------------------- | --------------- | ------------------- | -------------- |
| Začetek: 19:00 | Bekar 05 Healey 27 Terlikar 28 Terlikar 40 Polončič 34 Healey 48 | (1:1, 4:0, 1:1) | 15 Yarema 57 Yarema | Gledalci: 4000 |

| 5. april 2008 | HK Acroni Jesenice | 6:1 | HDD ZM Olimpija | Dvorana Podmežakla, Jesenice |

| Poročilo tekme | Poročilo tekme                                                  | Poročilo tekme  | Poročilo tekme | Poročilo tekme |
| -------------- | --------------------------------------------------------------- | --------------- | -------------- | -------------- |
| Začetek: 19:00 | Healey 07 Varl 17 Rebolj 27 Pretnar 31 Polončič 35 Kovačevič 57 | (2:1, 3:0, 1:0) | 03 Elik        | Gledalci: 3500 |

| 8. april 2008 | HDD ZM Olimpija | 1:2 | HK Acroni Jesenice | Hala Tivoli, Ljubljana |

| Poročilo tekme | Poročilo tekme | Poročilo tekme  | Poročilo tekme         | Poročilo tekme |
| -------------- | -------------- | --------------- | ---------------------- | -------------- |
| Začetek: 19:15 | Elik 19        | (1:1, 0:1, 0:0) | 02 Strömberg 29 Hafner | Gledalci: 4500 |

| 9. april 2008 | HDD ZM Olimpija | 1:2 | HK Acroni Jesenice | Hala Tivoli, Ljubljana |

| Poročilo tekme | Poročilo tekme | Poročilo tekme  | Poročilo tekme       | Poročilo tekme |
| -------------- | -------------- | --------------- | -------------------- | -------------- |
| Začetek: 19:15 | Felsner 39     | (0:2, 1:0, 0:0) | 02 Goličič 14 Healey | Gledalci: 4500 |

## Končna lestvica prvenstva
1. HK Acroni Jesenice
2. HDD ZM Olimpija
3. HD Jesenice mladi
4. HDK Stavbar Maribor
5. HK Slavija
6. HK Triglav
7. HS Toja Olimpija
8. HK MK Bled
9. HK Alfa

## Najboljši strelci
G - goli, P - podaje, T - točke
| #  | Igralec         | Klub                           | G  | P  | T  |
| -- | --------------- | ------------------------------ | -- | -- | -- |
| 1  | Rok Jakopič     | HD Jesenice mladi              | 30 | 22 | 52 |
| 2  | David Mlinarec  | HD Jesenice mladi              | 14 | 32 | 46 |
| 3  | Marjan Manfreda | HD Jesenice mladi              | 23 | 19 | 42 |
| 4  | Žiga Jeglič     | HD Jesenice mladi              | 15 | 24 | 39 |
| 5  | Peter Kounovsky | HDK Stavbar Maribor            | 19 | 17 | 36 |
| 6  | Miha Brus       | HD Jesenice mladi              | 17 | 17 | 34 |
| 7  | Matej Badiura   | HDD ZM Olimpija                | 9  | 25 | 34 |
| 8  | Anže Emeršič    | HK Slavija HDK Stavbar Maribor | 21 | 10 | 31 |
| 9  | Klemen Žbontar  | HD Jesenice mladi              | 20 | 10 | 30 |
| 10 | Božidar Podpac  | HD Jesenice mladi              | 16 | 14 | 30 |